# Bysjön, Ludvika kommun
Bysjön tidigare Gränge (ellips av fornsvenska *Grænughesior 'sjön i granskogen') är en sjö väster om Grangärde kyrkby i Ludvika kommun i Dalarna och ingår i Norrströms huvudavrinningsområde. Sjön är 20 meter djup, har en yta på 5,05 kvadratkilometer och befinner sig 154 meter över havet.
Vid Bysjöns södra strand ligger tätorten Sunnansjö. På väster sida om sjön ligger småorterna Järnsta och Norrbo och byn Västansjö. Bysjöns viktigaste tillflöde är Norrboån, som bland annat tar sitt vatten från Malingarna. Sjön avvattnas via Kaplansnoret till Björken

## Externa länkar

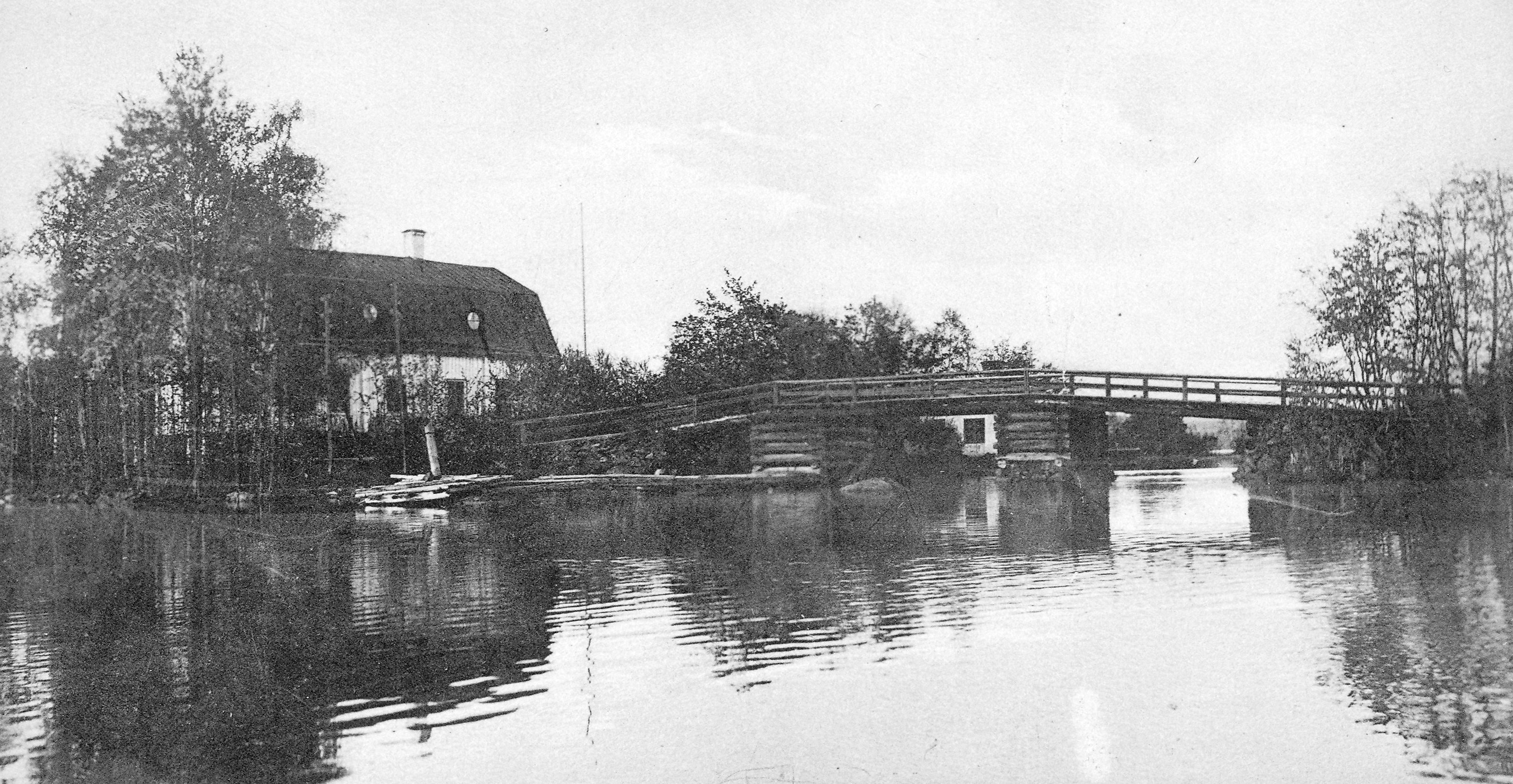
Kaplansnoret sett från Bysjön

## Delavrinningsområde
Bysjön ingår i delavrinningsområde (668148-145208) som SMHI kallar för Utloppet av Bysjön. Medelhöjden är 200 meter över havet och ytan är 28,33 kvadratkilometer. Räknas de 7 avrinningsområdena uppströms in blir den ackumulerade arean 278,65 kvadratkilometer. Norrboån (Tyrsån) som avvattnar avrinningsområdet har biflödesordning 4, vilket innebär att vattnet flödar genom totalt 4 vattendrag innan det når havet efter 279 kilometer. Avrinningsområdet består mestadels av skog (55 procent). Avrinningsområdet har 5,61 kvadratkilometer vattenytor vilket ger det en sjöprocent på 19,8 procent. Bebyggelsen i området täcker en yta av 0,79 kvadratkilometer eller 3 procent av avrinningsområdet.